# Song (staat)
Song (宋, ook wel Sung) was een kleinere Strijdende Staat in Oud-China. Het lag aan de Gele Rivier, rond het kerngebied van de Chinese beschaving. De latere Song-dynastie is ernaar vernoemd.

## Ontstaan
Song ontstond tijdens de Periode van Lente en Herfst. In 701 v.Chr. wist het door een huwelijksverbond de staat Zheng korte tijd te beheersen. De monarchie van de staat Song had de familienaam Zi (子).

## Koninkrijk en ondergang
De Song-staat verklaarde zich in 318 v.Chr. een koninkrijk, en erkende daarmee de Zhou-dynastie niet langer.
In 286 v.Chr. werd Song veroverd door zijn sterke buur Qi.